# James Vincent McMorrow
James Vincent McMorrow (Dublin, 14 de janeiro de 1983) é um cantor e compositor irlandês. O primeiro álbum de estúdio de McMorrow, o disco Early in the Morning, foi lançado na Irlanda em fevereiro de 2010 e nos Estados Unidos e no restante da Europa em 2011, e foi muito bem recebido pela crítica. Seu segundo trabalho, Post Tropical, foi lançado em janeiro de 2014 e também recebeu boas críticas.
Em janeiro de 2012, pelo seu primeiro álbum, ele recebeu um prêmio European Border Breakers Awards.

## Discografia
| Título               | Ano | Posição nas Paradas | Posição nas Paradas | Posição nas Paradas | Posição nas Paradas | Posição nas Paradas | Posição nas Paradas |
| Título               | Ano | UK                  | BEL (Vl)            | FRA                 | IRL                 | HOL                 | NOR                 |
| -------------------- | --- | ------------------- | ------------------- | ------------------- | ------------------- | ------------------- | ------------------- |
| Early in the Morning | - Lançamento: 26 de fevereiro de 2010 (IRL) 7 de março de 2011 (UK) - Gravadora: Believe Digital - Formatos: CD, download digital      | 68                  | 143                 | 87                  | 22                  | 68                  | 27                  |
| Post Tropical        | - Lançamento: 10 de janeiro de 2014 (IRL) 13 de janeiro de 2014 (UK/EUA) - Gravadora: Believe Digital - Formatos: CD, download digital | 28                  | 77                  | 122                 | 2                   | 21                  | —                   |
| We Move              | - Lançamento: 2 de setembro de 2016 - Gravadora: Faction Records - Formatos: CD, download digital                                      | 47                  | 132                 | 134                 | 1                   | 39                  | —                   |
| True Care            | - Lançamento: 26 de maio de 2017 - Gravadora: Faction Records - Formatos: CD, download digital                                         | 90                  | —                   | —                   | 22                  | —                   | —                   |
| Grapefruit Season    | - Lançamento: 17 de setembro de 2021 - Gravadora: Sony Music - Formatos: CD, download digital, LP                                      | 84                  | —                   | —                   | 8                   | —                   | —                   |
| The Less I Knew      | - Lançamento: 24 de junho de 2022 - Gravadora: Faction - Formatos: CD, download digital                                                | —                   | —                   | —                   | 29                  | —                   | —                   |
| Wide Open, Horses    | - Lançamento: 4 de junho de 2024 - Gravadora: Nettwerk - Formatos: CD, download digital                                                | —                   | —                   | —                   | —                   | —                   | —                   |